# Aleksander Hrynkiewicz

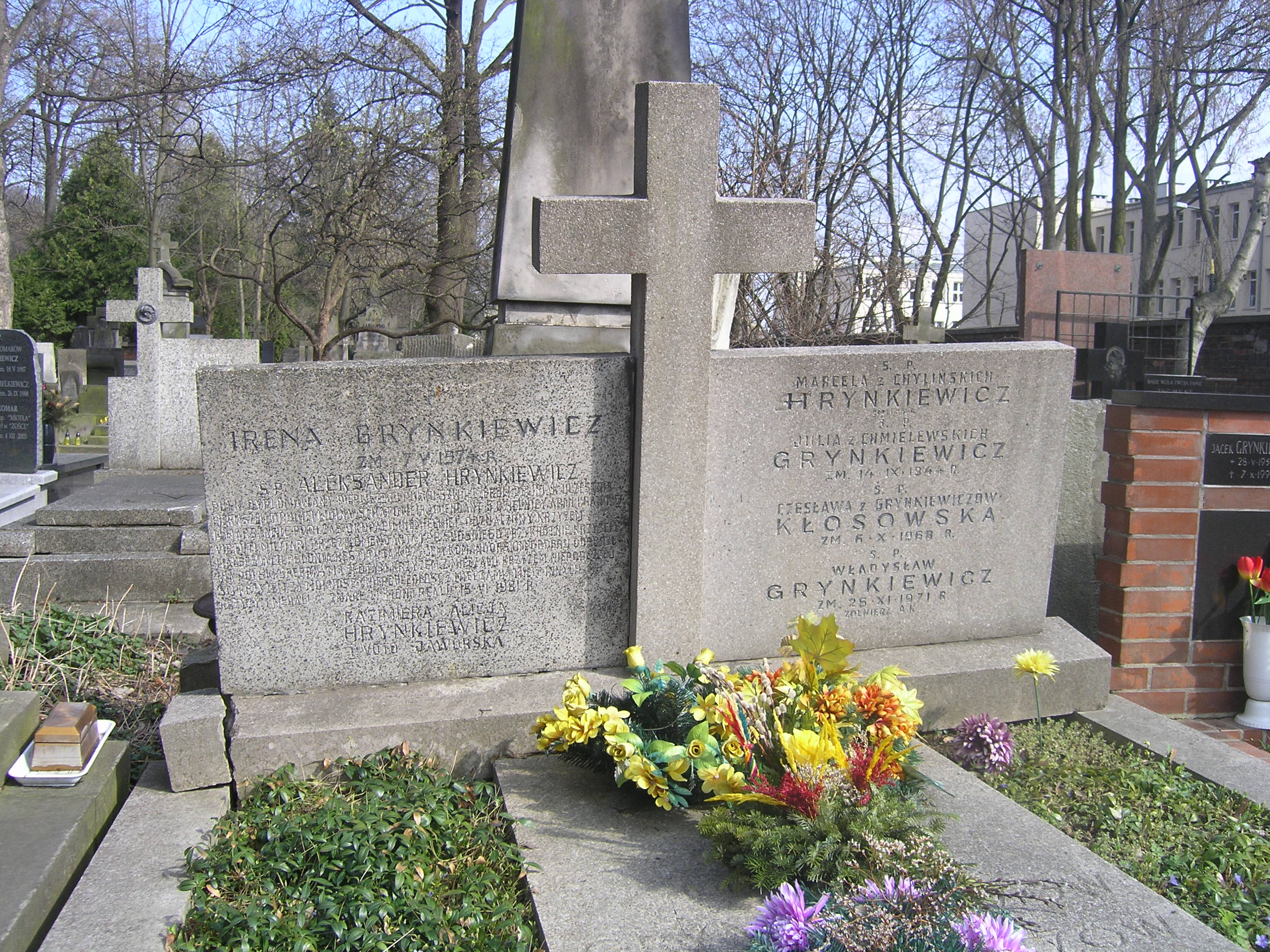
Grób podpułkownika Aleksandra Hrynkiewicza na Starych Powązkach w Warszawie (kwiecień 2012)

Aleksander Hrynkiewicz, ps. „Przegonia”, „Marek”, „Wioślarz”, „Wizytator” (ur. 14 stycznia 1896 w Warszawie, zm. 15 czerwca 1981 w Montrealu) – podpułkownik kawalerii Wojska Polskiego.

## Życiorys
Od 1912 był członkiem Związku Strzeleckiego, od 1915 był komendantem sekcji POW na Mokotowie. W 1915 ukończył Gimnazjum Mariana Rychłowskiego w Warszawie. Od 1918 służył w Wojsku Polskim. Był oficerem 1 pułku szwoleżerów Józefa Piłsudskiego. W szeregach tego pułku brał udział w wojnie polsko-bolszewickiej, dowodząc plutonem.
Został awansowany do stopnia rotmistrza w korpusie oficerów kawalerii ze starszeństwem z dniem 1 stycznia 1928 roku. 21 marca 1935 roku został przeniesiony do Gabinetu Ministra Spraw Wojskowych na stanowisko adiutanta ministra Józefa Piłsudskiego. Po śmierci marszałka, 21 maja 1935 Aleksander Hrynkiewicz przekazał w Pałacu Belwederskim w Warszawie mózg Józefa Piłsudskiego prof. Maksymilianowi Rosemu, po czym preparat wysłano do Wilna i zdeponowano w Polskim Instytucie Badań Mózgu w specjalnie przeznaczonym do tego budynku. 27 czerwca 1935 roku awansował do stopnia majora ze starszeństwem z dniem 1 stycznia 1935 roku i 10. lokatą w korpusie oficerów kawalerii. W marcu 1939 pełnił służbę w Biurze Inspekcji Generalnego Inspektoratu Sił Zbrojnych w Warszawie na stanowisku kierownika Samodzielnego Referatu Personalnego. We wrześniu 1939 pełnił funkcję zastępcy dowódcy pułku 1 pułku szwoleżerów Józefa Piłsudskiego.
Od 1941 był komendantem Obwodu V Mokotów (Okręg Warszawa AK). 11 listopada 1942 awansowany do stopnia podpułkownika. Podczas powstania warszawskiego z 3 na 4 sierpnia 1944 roku wycofał się z terenu Mokotowa, pozostając formalnie dowódcą obwodu do 18 sierpnia. Po upadku powstania przebywał w niewoli niemieckiej. Po wojnie trafił na Dolny Śląsk, zamieszkał w Chwalęcinie, a następnie Wilkowie Wielkim koło Dzierżoniowa. Na przełomie lat 60. i 70. wyjechał do Kanady. Zmarł 13 czerwca 1981 roku w Montrealu i tam został pochowany. Na cmentarzu Powązkowskim w Warszawie znajduje się jego grób symboliczny (kwatera 173-4-32,33).

## Ordery i odznaczenia
- Krzyż Srebrny Orderu Wojskowego Virtuti Militari (1921)[6]
- Krzyż Niepodległości (22 kwietnia 1938)[7]
- Krzyż Kawalerski Orderu Odrodzenia Polski (11 listopada 1937)[8][3]
- Krzyż Walecznych (trzykrotnie)[3]
- Srebrny Krzyż Zasługi (7 grudnia 1927)[9]
- Odznaka Pamiątkowa Generalnego Inspektora Sił Zbrojnych (12 maja 1936)